# 罗汉松叶乌饭
罗汉松叶乌饭（学名：Vaccinium podocarpoideum）为杜鹃花科越桔属下的一个种。

## 扩展阅读
- 維基物種上的相關：罗汉松叶乌饭